# Меквабишвили, Ираклий
Ираклий Меквабишвили (груз. ირაკლი მექვაბიშვილი ) (род. 11 мая 1973, Тбилиси) ― грузинский финансист и экономист, доктор экономических наук, Генеральный аудитор Грузии с сентября 2017 года.

## Биография
Ираклий Меквабишвили родился 11 мая 1973 года в Тбилиси, Грузинская ССР.
В 1991 году поступил в Тбилисский государственный университет на экономический факультет, где изучал банковское дело. Учёбу в университете окончил в 1996 году. В 2006 году защитил диссертацию по теме: «Пути совершенствования системы банковского надзора на современных этапах» и получил учёная степень доктора экономических наук.
Помимо родного грузинского, владеет английским и русским языками.

## Карьера
C 1996 по 1996 год работал главным экономистом отдела казначейских операций коммерческого банка «Крцаниси». В 1997 году работал банковским аудитором в Департаменте банковского надзора Федерального резервного банка Миннеаполиса (Миннесота, США). С 1996 по 1998 год ― старший экономист Управления банковского надзора Национального банка Грузии. С 1998 по 2003 год работал в АО «Объединенный Грузинский банк» на различных должностях, в том числе генеральным директором. С 2005 по 2007 год работал заместителем генерального директора, затем генеральным директора ВТБ Банк Грузия.
Работал в Европейском банке реконструкции и развития на различных должностях:
- 2007—2015 гг. — старший банкир Департамента финансовых институтов Кавказа, Центральной Азии и Монголии, бизнес-координатор в Грузии;
- 2008—2014 гг. ― был членом Наблюдательного совета ― «TBC Leasing», Грузия;
- 2015—2017 гг.― ассоциированный директор, старший банкир, бизнес-руководитель в Грузии и Азербайджане, Департамент финансовых институтов, Северная Африка и Кавказский регион.